# غليزا 876d

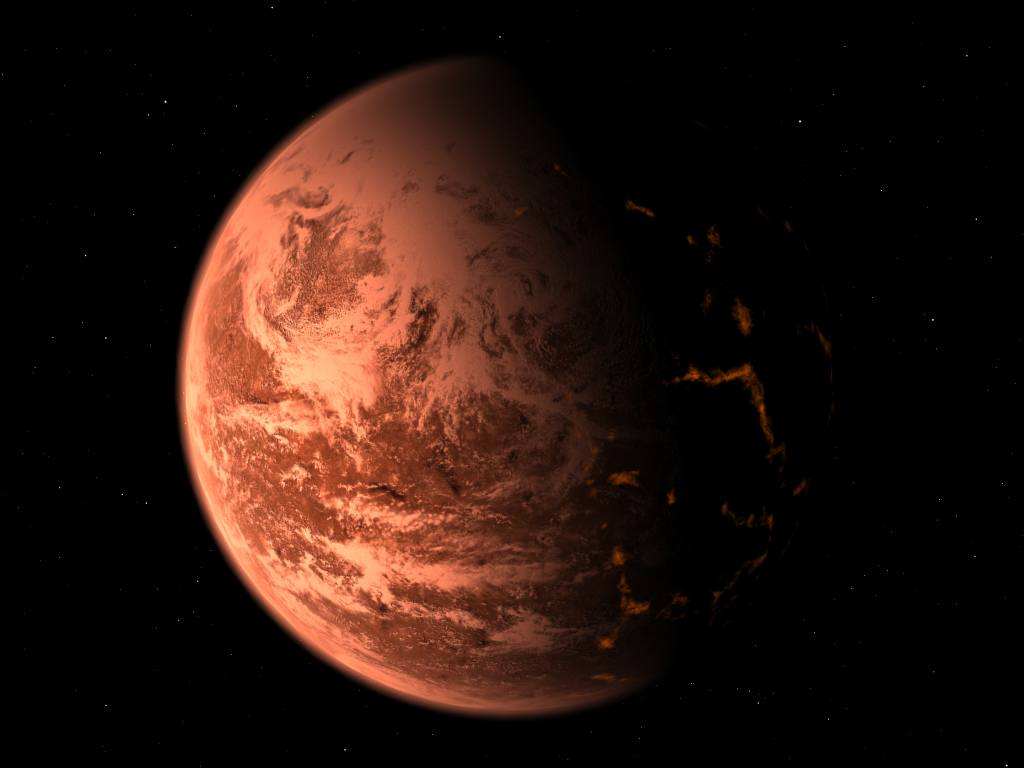
رسم تخيلي لـ"غلييز 876 دي" وهو كوكب أرضي.

غلييزا 876 دي (بالإنجليزية: Gliese 876 d، تلفظ /ˈɡli:zəˈ/)‏ هو كوكب خارج المجموعة الشمسية يقع في كوكبة الدلو ويدور حول قزم أحمر يدعى غليزا 876 ويبعد عنا حوالي 15 سنة ضوئية. وهو ثالث كوكب تم اكتشافه من الكواكب التي تدور حول غلييزا 876. بعد غلييزا 876 بي وغلييزا 876 سي .
تم اكتشاف هذا الكوكب كغالبية الكواكب خارج المجموعة بواسطة سرعة نجمه الشعاعية نتيجة ثقالة الكواكب وتم الإعلان عن هذا الاكتشاف في 13 يونيو 2005 ويتوقع أن تكون كتلته 7.5 ضعفا من كتلة الأرض.